# Tim Mertens
Tim Mertens, né le 7 février 1986 à Malines, est un coureur cycliste belge, spécialisé dans la piste et ancien membre de l'équipe Topsport Vlaanderen-Baloise.

## Palmarès sur piste

### Championnats du monde
- Bordeaux 2006
  - 11e de la poursuite par équipes
- Palma de Majorque 2007
  - 10e de la poursuite par équipes
- Manchester 2008
  - 8e de l'omnium
  - 14e du scratch
- Pruszków 2009
  - 4e de l'américaine
  - 17e du scratch
- Ballerup 2010
  - 7e de l'américaine
  - 12e du scratch
- Apeldoorn 2011
  - 7e de l'américaine

### Championnats du monde juniors
- 2004
  -  Médaillé de bronze de l'américaine

### Coupe du monde
- 2007-2008
  - 1er de l'américaine à Los Angeles (avec Kenny De Ketele)
  - 3e du scratch à Pékin
- 2008-2009
  - Classement général du scratch
  - 1er de l'américaine à Cali (avec Ingmar De Poortere)
  - 2e du scratch à Manchester
  - 2e du scratch à Cali
- 2009-2010
  - 1er de l'américaine à Manchester (avec Kenny De Ketele)
- 2011-2012
  - 2e de l'américaine à Pékin

### Championnats d'Europe
| Juniors et Espoirs - Valence 2004 - Médaillé de bronze de la course aux points juniors - Cottbus 2007 - Médaillé de bronze de la poursuite par équipes espoirs | Élites - Pruszków 2010 - Médaillé d'argent de l'américaine |

### Championnats de Belgique
- 2002
  -  Champion de Belgique de la course aux points cadets
- 2004
  -  Champion de Belgique du kilomètre juniors
  -  Champion de Belgique de poursuite juniors
  -  Champion de Belgique de la course aux points juniors
- 2005
  -  Champion de Belgique de l'omnium
- 2006
  -  Champion de Belgique de poursuite par équipes (avec Kenny De Ketele, Steve Schets et Ingmar De Poortere)
- 2007
  -  Champion de Belgique de poursuite par équipes (avec Kenny De Ketele, Dominique Cornu et Ingmar De Poortere)
- 2008
  -  Champion de Belgique du kilomètre
  -  Champion de Belgique de l'omnium
  -  Champion de Belgique du scratch
- 2012
  -  Champion de Belgique de l'américaine (avec Kenny De Ketele)

### Divers
- 2007
  - UIV Cup espoirs, Rotterdam (avec Ingmar De Poortere)
  - UIV Cup espoirs, Berlin (avec Ingmar De Poortere)
  - UIV Cup espoirs, Copenhague (avec Ingmar De Poortere)
  - Classement général de l'UIV Cup espoirs (avec Ingmar De Poortere)

## Palmarès sur route
- 2004
  - 3e étape du Keizer der Juniores
  - 2e du Keizer der Juniores